# Wuhan Open 2014
Wuhan Open 2014 - жіночий професійний тенісний турнір, що проходив на кортах з твердим покриттям. Це був перший за ліком турнір. Належав до категорії Premier 5 у рамках Туру WTA 2014. Відбувся в Optics Valley International Tennis Center в Ухані (Китай). Тривав з 21 до 27 вересня 2014 року.

## Очки і призові

### Нарахування очок
| Дисципліна       | П   | Ф   | ПФ  | ЧФ  | 1/8 | 1/16 | 1/32 | Q   | Q2  | Q1  |
| Одиночний розряд | 900 | 585 | 350 | 190 | 105 | 60   | 1    | 30  | 20  | 1   |
| Парний розряд    | 900 | 585 | 350 | 190 | 105 | 1    | Н/Д  | Н/Д | Н/Д | Н/Д |

### Призові гроші
| Дисципліна       | П        | Ф        | ПФ       | ЧФ      | 1/8     | 1/16    | 1/32   | Q2     | Q1     |
| Одиночний розряд | $441,000 | $220,200 | $110,100 | $50,700 | $25,135 | $12,900 | $6,630 | $3,700 | $1,900 |
| Парний розряд *  | $126,000 | $63,750  | $31,665  | $15,880 | $8,020  | 3,980   | Н/Д    | Н/Д    | Н/Д    |

* на пару

## Учасниці основної сітки в одиночному розряді

### Сіяні учасниці
| Країна     | Гравчиня           | Рейтинг1 | Сіяна |
| ---------- | ------------------ | -------- | ----- |
| США        | Серена Вільямс     | 1        | 1     |
| Румунія    | Сімона Халеп       | 2        | 2     |
| Чехія      | Петра Квітова      | 3        | 3     |
| Росія      | Марія Шарапова     | 4        | 4     |
| Польща     | Агнешка Радванська | 5        | 5     |
| Канада     | Ежені Бушар        | 7        | 6     |
| Німеччина  | Анджелік Кербер    | 8        | 7     |
| Данія      | Каролін Возняцкі   | 9        | 8     |
| Сербія     | Ана Іванович       | 10       | 9     |
| Сербія     | Єлена Янкович      | 11       | 10    |
| Італія     | Сара Еррані        | 12       | 11    |
| Словаччина | Домініка Цібулкова | 13       | 12    |
| Росія      | Катерина Макарова  | 14       | 13    |
| Чехія      | Луціє Шафарова     | 15       | 14    |
| Італія     | Флавія Пеннетта    | 16       | 15    |
| Німеччина  | Андреа Петкович    | 17       | 16    |

- 1 Рейтинг подано станом на 15 вересня 2014.

### Інші учасниці
Нижче наведено учасниць, які отримали вайлдкард на участь в основній сітці:
- Вікторія Азаренко
- Кірстен Фліпкенс
- Марія Тереса Торро Флор[1]
- Сюй Шилінь
- Чжан Кайлінь

Нижче наведено гравчинь, які пробились в основну сітку через стадію кваліфікації:
- Тімеа Бачинскі
- Заріна Діяс
- Марина Еракович
- Ярміла Ґайдошова
- Карін Кнапп
- Франческа Ск'явоне
- Донна Векич
- Стефані Фегеле

Як щасливий лузер в основну сітку потрапили такі гравчині:
- Анніка Бек

### Відмовились від участі
До початку турніру
- Вікторія Азаренко (травма правої ступні) → її замінила  Анніка Бек
- Лі На (завершення професійної тенісної кар'єри)[2] → її замінила  Крістіна Макгейл
- Слоун Стівенс → її замінила  Гезер Вотсон

Під час турніру
- Гарбінє Мугуруса (гастрит)

### Знялись
- Домініка Цібулкова (травма лівої щиколотки)
- Ана Іванович (травма лівого стегна)
- Єлена Янкович (травма спини)
- Серена Вільямс (вірусне захворювання)
- Сюй Шилінь (тепловий удар)

## Учасниці основної сітки в парному розряді

### Сіяні пари
| Країна    | Гравчиня          | Країна    | Гравчиня             | Рейтинг1 | Сіяна |
| --------- | ----------------- | --------- | -------------------- | -------- | ----- |
| Італія    | Сара Еррані       | Італія    | Роберта Вінчі        | 2        | 1     |
| Чехія     | Квета Пешке       | Словенія  | Катарина Среботнік   | 19       | 2     |
| США       | Ракель Копс-Джонс | США       | Абігейл Спірс        | 22       | 3     |
| Чехія     | Андреа Главачкова | КНР       | Пен Шуай             | 25       | 4     |
| Росія     | Алла Кудрявцева   | Австралія | Анастасія Родіонова  | 30       | 5     |
| Швейцарія | Мартіна Хінгіс    | Італія    | Флавія Пеннетта      | 37       | 6     |
| Іспанія   | Гарбінє Мугуруса  | Іспанія   | Карла Суарес Наварро | 37       | 7     |
| Зімбабве  | Кара Блек         | Франція   | Каролін Гарсія       | 51       | 8     |

- 1 Рейтинг подано станом на 15 вересня 2014.

### Інші учасниці
Нижче наведено пари, які отримали вайлдкард на участь в основній сітці:
- Домініка Цібулкова  /  Кірстен Фліпкенс
- Бетані Маттек-Сендс  /  Андреа Петкович
- Ван Яфань  /  Чжу Лінь

Наведені нижче пари отримали місце як заміна:
- Тянь Жань  /  Ян Чжаосюань

### Відмовились від участі
До початку турніру
- Домініка Цібулкова (травма лівої щиколотки)
- Луціє Шафарова (вірусне захворювання)

Під час турніру
- Гарбінє Мугуруса (гастрит)

### Знялись
- Бетані Маттек-Сендс (вірусне захворювання)

## Переможниці та фіналістки

### Одиночний розряд
- Петра Квітова —  Ежені Бушар, 6–3, 6–4

### Парний розряд
- Мартіна Хінгіс /  Флавія Пеннетта —  Кара Блек/  Каролін Гарсія, 6–4, 5–7, [12–10]